# Malorie Blackman
Malorie Blackman (nacida en 8 de febrero de 1962 en Clapham, Reino Unido) es una escritora británica por sus propios méritos se convirtió en una de las escritoras más importantes de Gran Bretaña. Desde que publicara su primer libro en el año 1990, Not So Stupid!, sus títulos no han dejado de fascinar a niños y mayores. Pig-Heart Boy y los de la saga Noughts & Crosses son algunos de los que más fama le han dado. Además, ha sido galardonada más de quince veces y sus obras han sido traducidas a unos quince idiomas, incluyendo el español, el galés, el alemán, el japonés, el chino y el francés.

## Biografía
Malorie Blackman nació en 1962. Cuando estaba en el colegio quería ser profesora de inglés, pero acabó trabajando como programadora de sistemas antes de convertirse en escritora a la edad de 28 años. En la década de 1990, se casó con un escocés, Neil, y ambos tuvieron una hija, Elizabeth, en 1995. Pertenece a la Excelentísima Orden del Imperio Británico desde el año 2008. Reside en Kent.

## Carrera literaria
La carrera literaria de Malorie Blackman incluye más de cincuenta libros para niños, guiones para la televisión y una obra de teatro, The Amazing Birthday, la cual se representó en el año 2002.
I Want a Cuddle! (2001) y Jessica Strange (2002) son sus libros de ilustraciones, dirigidos a niños y niñas de todas las edades. Entre sus novelas destacan Hacker (1992), Thief! (1995) y la varias veces galardonada Pig-Heart Boy (1997) -entre otros, cuenta con un BAFTA-.
Los relatos de la autora para más populares son los que forman parte de la trilogía forman la trilogía Noughts & Crosses: Blanco y Negro(2001), Knife Edge (2004) y Checkmate (2005). También es reseñable su obra Cloud Busting, con la que ganó un Premio de Literatura Infantil Nestlé (galardón de plata) en 2004.
En los últimos años ha recopilado relatos y poemas para el libro Unheard Voices, conmemorando el bicentenario de la abolición de la trata de esclavos, y aumentado su producción con los títulos The Stuff of Nightmares (2007) y Double Cross (2008). También participó Free? (2009), un volumen con relatos a favor de los Derechos Humanos.

## Obra

### Obra publicada

#### Novelas para adultos jóvenes
- Not So Stupid!: Incredible Short Stories, The Women's Press, 1990, ISBN 0704349248
- Trust Me, Livewire, 1992, ISBN 0704349310
- Words Last Forever, Mammoth, 1998, ISBN 074972983X
- The Noughts & Crosses series
  - Noughts & Crosses, Doubleday, 2001, ISBN 0385600089
  - An Eye for an Eye, Corgi Children's, 2003, ISBN 0552549258
  - Knife Edge, Doubleday, 2004, ISBN 0385605277
  - Checkmate, Doubleday, 2005, ISBN 0385607733
  - Double Cross, Doubleday, 2008, ISBN 9780141378671
  - Crossfire, Penguin Books, 2019, ISBN 9780241388440
- The Stuff of Nightmares, Doubleday, 2007, ISBN 0385610432

Black & White by Malorie Blackman,2007,ISBN 9781416900177
- Unheard Voices: An Anthology of Stories and Poems to Commemorate the Bicentenary Anniversary of the Abolition of the Slave Trade, editor Malorie Blackman, Corgi Children's, 2007, ISBN 0552556009

#### Historias cortas para adultos jóvenes
- "Humming Through My Fingers" en la colección de múltiples autores Shining on: A Collection of Stories in Aid of the Teen Cancer Trust, Picadilly Press, 2006, ISBN 185340893X
- Corta historia en la colección de múltiples autores The Crew and Other Teen Fiction, Heinemann Library, ISBN 0431018758

#### Novelas para niños
- Hacker, Doubleday, 1992, ISBN 0385402783
- Operation Gadgetman!, Doubleday, 1993, ISBN 0385403372
- Jack Sweettooth the 73rd, Viking Children's Books, 1995, ISBN 0670855391
- The Space Stowaway, Ginn, 1995, ISBN 060226393X
- Whizziwig (ilustrado por Stephen Lee), Viking Children's Books, 1995, ISBN 067085705X
- Thief!, Doubleday, 1996, ISBN 0552528080
- A.N.T.I.D.O.T.E, Doubleday, 1997, ISBN 0552528390
- Pig-Heart Boy, Doubleday, 1997, ISBN 0385406819
- Animal Avengers (ilustrado por Bill Greenhead and Stik), Mammoth, 1999, ISBN 0749735570
- Dangerous Reality, Doubleday, 1999, ISBN 0385406800
- Don't Be Afraid (ilustrado por Bob Harvey), Ginn, 1999, ISBN 0602275490
- Forbidden Game, Puffin Books, 1999, ISBN 0141303212
- Hostage (ilustrado por Derek Brazell), Barrington Stoke, 1999, ISBN 1902260120
- Tell Me No Lies, Macmillan Children's Books, 1999, ISBN 0333726456
- Whizziwig Returns (ilustrado por Stephen Lee), Puffin, 1999, ISBN 0141304588
- Dead Gorgeous, Doubleday, 2002, ISBN 0385600097
- Cloud Busting, Doubleday, 2004, ISBN 0385607962
- The Deadly Dare Mysteries (contenido: "Deadly Dare", "Computer Ghost", "Lie Detectives"; ilustrado por Neil Chapman), Corgi Children's, 2005, ISBN 0552553530
- Whizziwig and Whizziwig Returns (ilustrado por Stephen Lee), Corgi Children's, 2005, ISBN 044086657X

#### Historias cortas para niños
- "Contact" en la colección de múltiples autores Out of This World: Stories of Virtual Reality (elegido por Wendy Cooling), Dolphin, 1997, ISBN 1858816025
- Aesop's Fables (contada por Malorie Blackman, ilustrado por Patrice Aggs), Scholastic, 1998, ISBN 0590543822
- "Dare to be Different" (ilustrado por Jane Ray) en la colección de múltiples autores Dare to be Different, Bloomsbury Publishing, 1999, ISBN 0747540217
- "Peacemaker" en la colección de múltiples autores Peacemaker and Other Stories (ilustrado por Peter Richardson and David Hine), Heinemann Educational, 1999, ISBN 0435116002 20220202857574939

#### Libros para nuevos lectores
- The Betsey Biggalow stories:
  - Betsey Biggalow the Detective (ilustrado por Lis Toft), Piccadilly Press, 1992, ISBN 1853401633
  - Betsey Biggalow is Here! (ilustrado por Lis Toft), Piccadilly Press, 1992, ISBN 1853401722
  - Hurricane Betsey (ilustrado por Lis Toft), Piccadilly Press, 1993, ISBN 1853401994
  - Magic Betsey (ilustrado por Lis Toft), Piccadilly Press, 1994, ISBN 1853402370
  - Betsey's Birthday Surprise (ilustrado por Lis Toft), Piccadilly Press, 1996, ISBN 0590558641
- The Girl Wonder series:
  - Girl Wonder and the Terrific Twins (ilustrado por Pat Ludlow), Orion Children's Books, 1991, ISBN 0575050489
  - Girl Wonder's Winter Adventures (ilustrado por Lis Toft), Orion Children's Books, 1992, ISBN 0575053836
  - Girl Wonder to the Rescue (ilustrado por Lis Toft), Gollancz, 1994, ISBN 0575057742
  - The Amazing Adventures of Girl Wonder (ilustrado por Lis Toft), Barn Owl Books, 2003, ISBN 1903015278
- The Puzzle Planet adventures:
  - Peril on Planet Pellia (ilustrado por Patrice Aggs), Orchard Books, 1996, ISBN 1852139358
  - The Mellion Moon Mystery (ilustrado por Patrice Aggs), Orchard Books, 1996, ISBN 1852139366
  - The Secret of the Terrible Hand (ilustrado por Patrice Aggs), Orchard Books, 1996, ISBN 1860393705
  - Quasar Quartz Quest (ilustrado por Patrice Aggs) Orchard Books, 1996, ISBN 1852139382
- The Longman Book Project (con traducciones al idioma galés):
  - Rachel versus Bonecrusher the Mighty, Longman, 1994, ISBN 0582121515
  - Rachel and the Difference Thief (ilustrado por Kim Harley), Longman, 1994, ISBN 0582121523
  - Crazy Crocs (con Alexander McCall Smith y Sally-Ann Lever), Longman, 1994, ISBN 0582122082
- Elaine You're a Brat! (ilustrado por Doffy Weir), Orchard Books, 1991, ISBN 1852133651
- My Friend's a Gris-Quok (ilustrado por Philip Hopman), Scholastic, 1994, ISBN 0590558641
- Grandma Gertie's Haunted Handbag (ilustrado por David Price), Heinemann, 1996, ISBN 0434972258
- Space Race (ilustrado por Colin Mier), Corgi Children's, 1997, ISBN 0552545422
- Fangs (ilustrado por Tony Blundell), Orchard Books, 1998, ISBN 1860397344
- Snow Dog (ilustrado por Sabrina Good), Corgi Children's, 2001, ISBN 0552547034
- The Monster Crisp-Guzzler (ilustrado por Saynab Abdalla), Corgi Children's, 2002, ISBN 0552547832
- Sinclair, Wonder Bear (ilustrado por Deborah Allwright), Egmont Books, 2003, ISBN 140520589X

#### Libros ilustrados
- That New Dress  (ilustrado por Rhian Nest James), Hodder Wayland, 1991, ISBN 0750004428
- Mrs Spoon's Family (ilustrado por Jan McCafferty), Andersen Press, 1995, ISBN 0862645824
- Dizzy's Walk (ilustrado por Pamela Venus), Tamarind, 1999, ISBN 1870516419
- Marty Monster (ilustrado por Kim Harley), Tamarind, 1999, ISBN 1870516427
- I Want a Cuddle! (ilustrado por Joanne Partis), Orchard Books, 2001, ISBN 1841218235
- Jessica Strange (con Alison Bartlett), Hodder Children's Books, 2002, ISBN 0340779632
- Contributed to A Christmas Tree of Stories, Scholastic Press, 1999, ISBN 0439011922